# Дынная булочка
Дынная булочка (яп. メロンパン мэронпан, известная также, как дынный хлеб или мэлонпан) — один из видов сладких булочек в Японии, который также очень популярен на Тайване и в Китае. Булочки изготавливаются из сдобного теста, покрытого тонким слоем бисквитного теста. По внешнему виду они напоминают дыню, но традиционно не имеют дынного вкуса, хотя существует версия с дынным ароматизатором или сладкими наполнителями.

## Название
Этимология названия базируется на двух языках, поскольку слово англ. melon («дыня») заимствовано из английского языка, в то время как порт. pan происходит от португальского слова «хлеб».

## История
Существует несколько противоречащих друг другу теорий происхождения данных булочек.
- Согласно одной из них, после Первой мировой войны Окура Кихатиро привёз в Токио армянского пекаря Ованеса Гевеньяна, также известного как Иван Сагоян. Сагоян работал в токийском отеле «Империал» и изобрёл булочку, используя русские, французские и венские технологии выпечки. Однако, если Сагоян действительно был изобретателем, он не называл это «дынной булочкой»[2][3][4].
- В качестве альтернативы, дынная булочка (в частности, форма и способ производства) была создана владельцем пекарни Кикудзиро Мицугавой в 1930 году. В записях того времени говорится о покрытии теста для хлеба бисквитным тестом и добавлении таких приправ, как кофе или банан, хотя название булочки не упоминается[5].
- Согласно другой теории, круглый хлеб с бисквитным тестом сверху под названием «Санрайз», продававшийся в 1930-х годах в филиале Kinseido’s Obama в Кобэ, был первым дынным в Японии.
- Другие теории указывают на происхождение от мексиканской выпечки conchas и немецкой выпечки штрейзелькухен, которые были привезены в Японию из США после Второй мировой войны[5].

## Приготовление

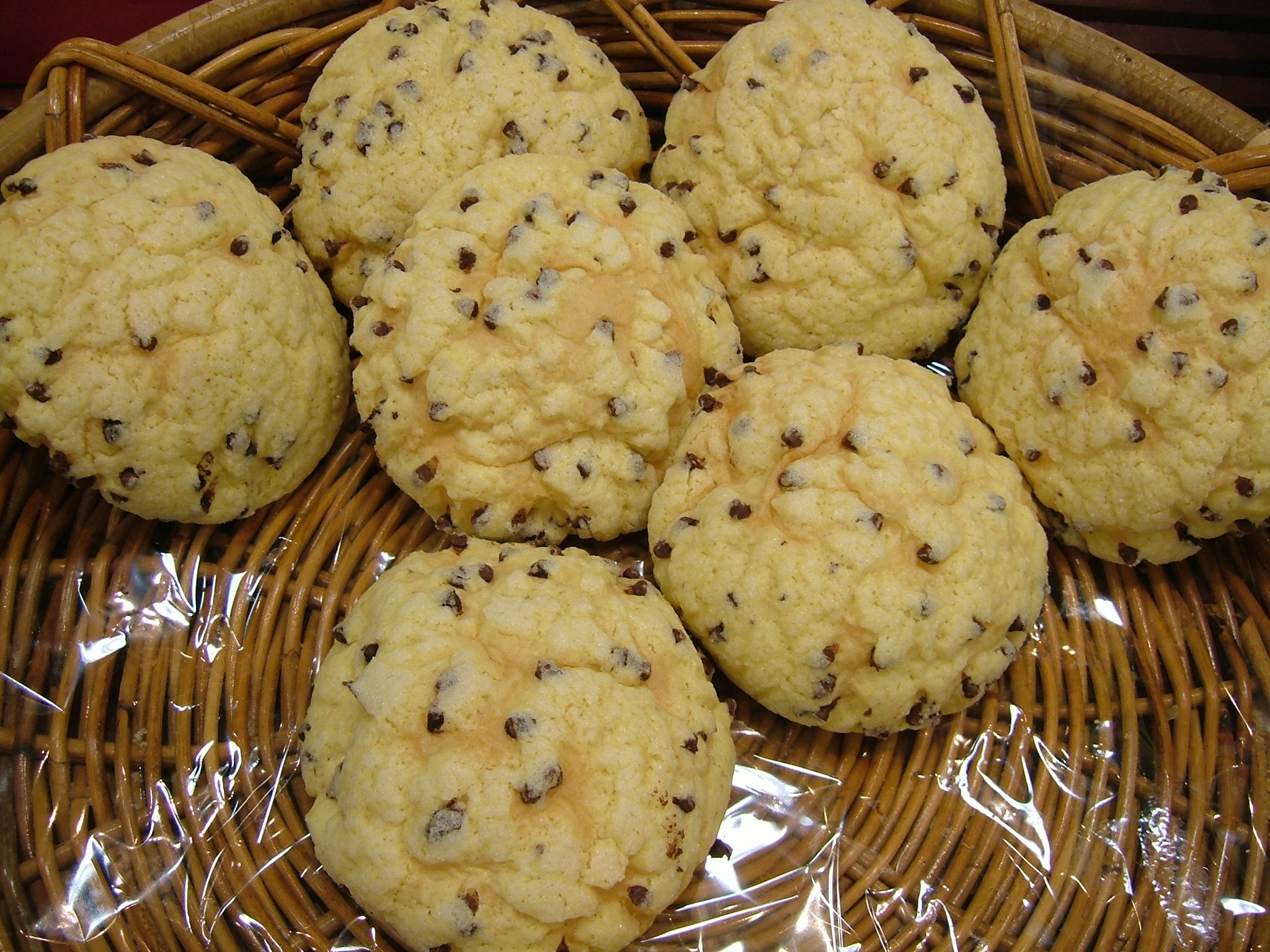
Дынные булочки с кусочками шоколада

Сделаны из обычного теста, которое покрыто сверху тонким слоем хрустящего теста для печенья. Их внешний вид напоминает дыни-канталупы. Обычно они не имеют дынного вкуса, однако в последнее время становится популярным среди производителей добавлять дыню в булочки. Существуют вариации с шоколадом, карамелью, кленовым сиропом, иногда со взбитыми сливками или кремом. В таких случаях слово «дынная» в названии меняется на соответствующее (например, «кленовая булочка»), или к названию просто прибавляется ещё одно слово, несмотря на отсутствие вкуса дыни (например, «шоколадно-дынная булочка»).

## Общие сведения
В некоторых частях регионов Кансай, Тюгоку и Сикоку булочки с рисунком лучей солнца называют «восход солнца».
Дынные булочки очень похожи на ананасовые булочки из Гонконга. Однако японские изделия легче по весу и вкусу, более сухие и имеют твёрдый внешний слой (топпинг из теста для печенья), который труднее сломать, в отличие от своего «коллеги» из Гонконга, где булочку необходимо держать осторожно, поскольку верхний слой обычно легко отслаивается и распадается. Гонконгская версия также более влажная и, обычно, мягкая снаружи и внутри, имеет более сильный аромат сливочного масла.